# Grenze zwischen Deutschland und den Niederlanden am unteren Niederrhein (Kanonenschusslinie)

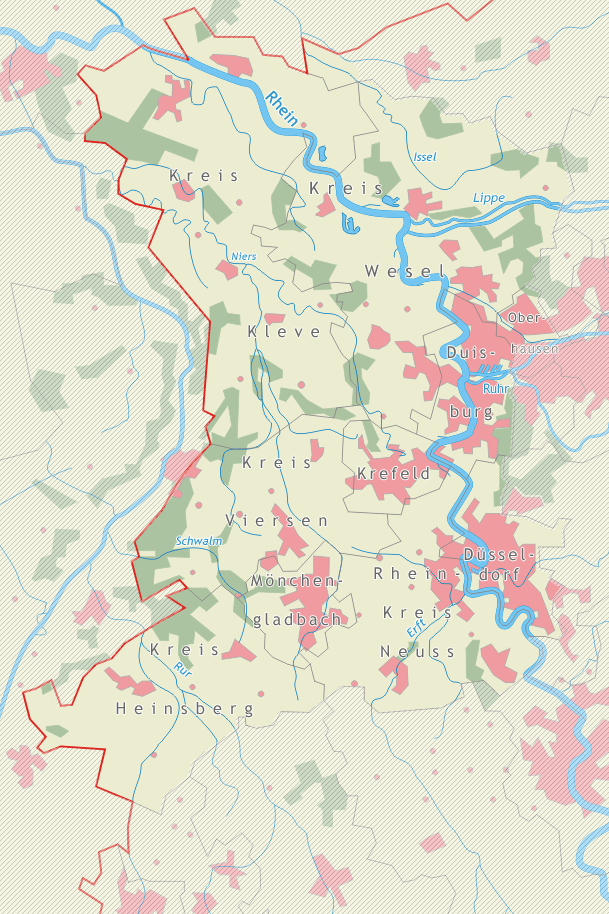
Karte der Region Niederrhein mit parallel östlich der Maas entlang verlaufende deutsch niederländische Grenze

Die nahe der Maas verlaufende deutsch-niederländische Grenze am unteren Niederrhein, auch „Kanonenschusslinie“ genannt, bildet den Teilabschnitt der Staatsgrenze zwischen Deutschland und dem Südosten der Niederlande sowie zwischen der niederländischen Provinz Limburg, dem Land Nordrhein-Westfalen mit den Regierungsbezirken Düsseldorf und Köln und den dazugehörenden Kreisen Kleve, Viersen und Heinsberg.

## Geschichte

### Vorgeschichte

Obergeldern von 1547 bis 1712/14

Das Gebiet des ehemaligen Kreises Geldern und der nördliche Teil der niederländischen Provinz Limburg wurden als Oberquartier des Herzogtums Geldern in ihrer Geschichte oft Gegenstand territorialer Streitigkeiten. Es wurde 1543 durch den Vertrag von Venlo Teil der Spanischen Niederlande. Die niederländische Provinz Gelderland ist seither nach der Stadt Geldern benannt.
Mit dem Vertrag von Utrecht wurde Geldern 1579 Teil der Vereinigten Niederlande, wurde aber 1587 von der spanisch-habsburgischen Armee besetzt.
Von 1701 bis 1713/1714 fand der Spanische Erbfolgekrieg statt. Nach dem Ende des Erbfolgekriegs wurde im Frieden von Utrecht 1713 das bis dahin bei Spanien verbliebene geldrische Oberquartier an vier Mächte (Österreich, die Generalstaaten, Preußen und das Herzogtum Jülich) verteilt. Der größten Teil des ehemaligen Oberquartiers fiel dabei als Herzogtums Geldern preußischen Anteils den Preußen zu. 1765 wurde die Burloer Konvention für den dortigen Grenzbereich geschlossen.
Im Frieden von Basel (1795) jedoch fiel ein Teil desselben und im Lunéviller Frieden (1801) das Ganze als Rur-Departement an Frankreich.

### Wiener Kongress 1815
Beim Wiener Kongress (1815) wurde das gesamte Rheinland Preußen zugesprochen. Ein Teil des ehemaligen Oberquartiers des Herzogtums Geldern gehörte dazu. Allerdings wurden die Gebiete westlich der Maas unter Berücksichtigung eines östlich parallel zu ihr verlaufenden schmalen Streifens an die Niederlande abgetreten.
Mit den Beschlüssen des Wiener Kongresses kam auch das Gebiet des Kreises Geldern, bestehend aus einem Teil des Herzogtums Geldern aus vorrevolutionärer Zeit, das seit 1713 zu Preußen gehörte, nach der Vereinnahmung durch Frankreich 1794 im Jahre 1815 wieder an Preußen. Die westliche Grenze, zugleich die Staatsgrenze zum Königreich der Niederlande wurde im Abstand etwa eines Kanonenschusses östlich der Maas („Kanonenschusslinie“) mitten durch ein historisch zusammengewachsenes Gebiet und eine einheitliche Bevölkerung gezogen. Diese Grenze ist nach wie vor aktuell, die noch heute die Grenze zwischen Deutschland und dem Südosten der Niederlande bildet.
Bis etwa 1850 blieb das Niederländische Umgangssprache und wurde erst allmählich durch das Hochdeutsche ersetzt.

### Nach 1945
Nach dem Zweiten Weltkrieg planten die Niederlande ab 1945, große Gebietsteile entlang der deutsch-niederländischen Grenze zu annektieren. Mit diesem Vorhaben scheiterten sie jedoch vor der Alliierten Hohen Kommission. Im Pariser Sechs-Mächte-Abkommen vom 22. März 1949 war den Niederlanden die Verwaltung der Gebiete von Selfkant (mit mehreren Ortschaften) und Elten sowie von weiteren kleineren Gebietsstreifen entlang der deutsch-niederländischen Grenze nach dem Stand vom 31. Dezember 1937 bis zum Abschluss eines Friedensvertrages übertragen worden.
Die Bundesregierung hatte sich seit 1950 um die Rückgabe dieser Gebiete und der Traktatländereien bemüht. Bei letzteren handelte es sich um landwirtschaftlich genutzte Flächen zu beiden Seiten der deutsch-niederländischen Grenze, deren Nutzung durch die Verträge der Niederlande mit Preußen von 1816 (Vertrag von Kleve) geregelt worden war. Die auf niederländischem Gebiet gelegenen Ländereien deutscher Eigentümer waren nach dem Kriegsende wie das übrige deutsche Vermögen als Feindvermögen auf den niederländischen Staat übertragen und zum Teil wieder verkauft worden, während die niederländischen Bauern ihre Traktatrechte auf ihren im deutschen Grenzgebiet liegenden Ländereien weiterhin ausübten.

## Tourismus

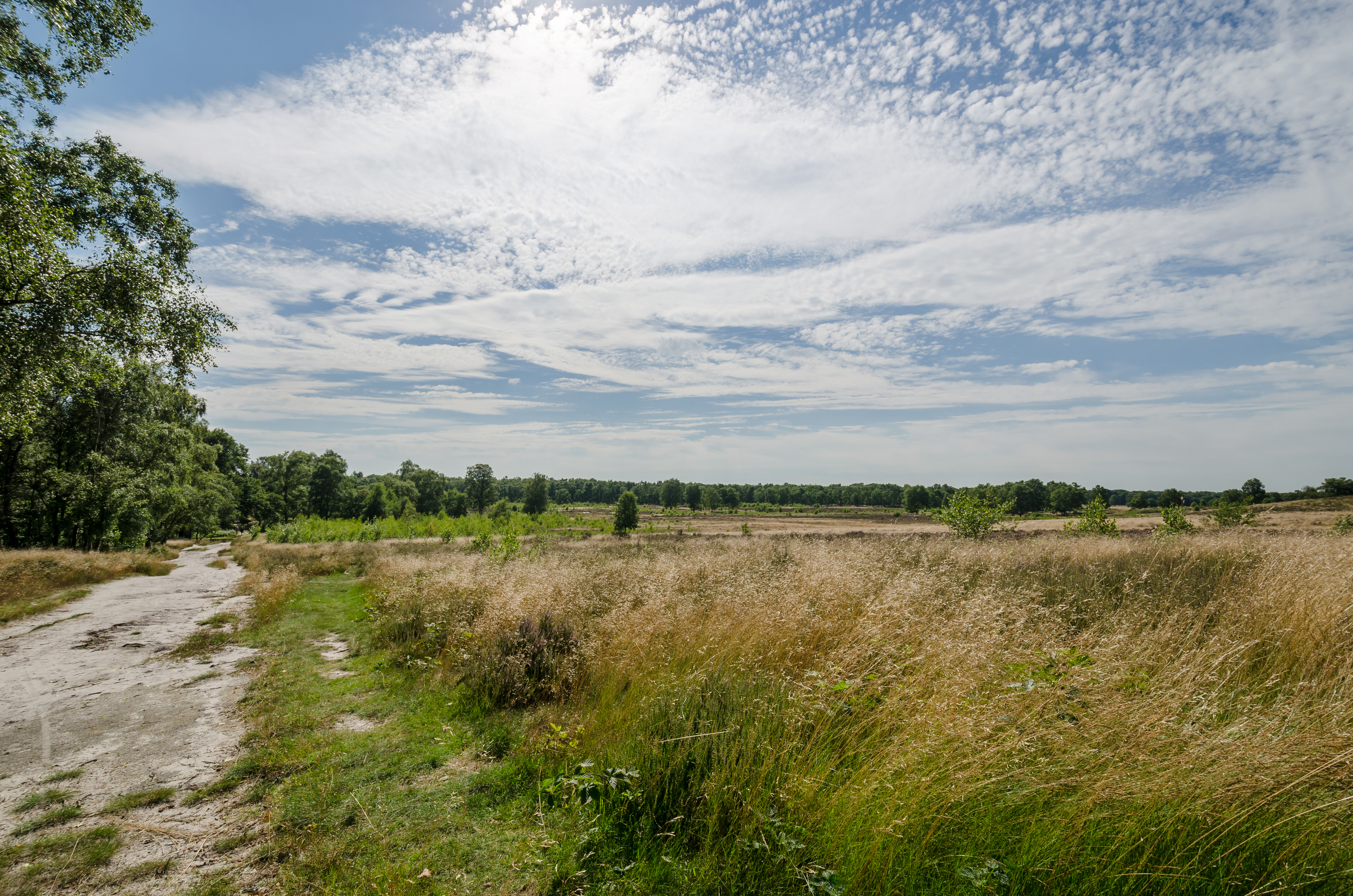
Nationalpark Maasduinen

Der grenzüberschreitende Naturpark Maas-Schwalm-Nette bietet zahlreiche Radwandertouren. In seiner Nähe liegen die niederländischen Nationalparks De Maasduinen, De Meinweg, De Groote Peel und Hoge Veluwe. (Siehe auch Nationalparks in den Niederlanden.)